# Орли (Франция)
Орли́ (фр. Orly) — коммуна во Франции в кантоне Орли департамента Валь-де-Марн региона Иль-де-Франс.

## Расположение
Орли расположена на расстоянии 12,7 километра от центра Парижа.

## Транспорт
На территории коммуны располагается часть аэропорта Париж-Орли и две железнодорожных станции линии RER C: Ле Соле и Орли-Город.

## Мэры
- Антоний Герман Делано (1800)
- Август Мари (1920—1934)
- Фернан Дюсерре (1935—1939)
- Франсуа Боидрон (1945—1947)
- Генри Фламен (1947—1955)
- Франсуа Боидрон (1955—1965)
- Гастон Вьенс (1965—2009)
- Кристин Жанодет (с 2009)

## Известные уроженцы
- Кери Джеймс